# Pedro José Romera Rodríguez
Pedro José Romera Rodríguez (nacido el 28 de septiembre de 1988, Jaén, España) es un baloncestista profesional español. Se desempeña en la posición de pívot y actualmente juega en el Club Xuventude Baloncesto de la LEB Plata.
- Datos: Q30916444